# 近藤哲司
近藤 哲司（こんどう てつじ、1960年 - ）は、日本の新聞記者、ジャーナリスト。株式会社産業経済新聞社代表取締役社長。

## 来歴
長野県松本市出身。亜細亜大学経済学部卒業後の1987年に産経新聞社入社。1997年から約2年間、米スタンフォード大学に留学。同社編集局、東京本社の経済部、営業局開発部長、デジタルメディアセンター長、米スタンフォード大学アジア太平洋研究センター客員研究員などを経て、2009年から産経デジタル代表取締役社長。2013年から同社取締役デジタル担当を兼務し、2015年からは代表権のない取締役会長となる。その後、産経新聞社取締役、常務取締役を歴任し、2020年6月から専務取締役。2022年6月24日付で代表取締役社長に就任した。

## 人物
2005年11月1日に設立された産経デジタルの取締役に就任し、2006年6月に情報サイトIza!（イザ！）を、同年10月1日には日本マイクロソフトと提携したMSN産経ニュースを開設。産経新聞社社長（当時）の住田良能とともに、「スクープがあれば、新聞より先にウェブに出す」という、当時の新聞業界のタブーに踏み込む改革を行った。
2008年12月12日には産経新聞の朝刊を無料で読めるiPhone/iPod touchアプリを公開し（その後Android版、iPad版も公開）、予想以上の反響を得た。
2022年5月、ロシアのウクライナ侵攻に伴うロシア政府による日本への報復措置（ロシア連邦への日本政府の政策に対する報復措置に関してのロシア外務省声明）によって、ロシア連邦への入国を恒久的に禁止された。